# 정수연 (1985년)
정수연(1985년 4월 14일 ~ )은 대한민국의 가수이다. 2020년 매일방송(MBN)에서 방송된 오디션 프로그램 《보이스퀸》에 출연하여 우승을 차지했다.

## 학력
- 금옥여자고등학교 (졸업)
- 백석예술대학교 실용음악과 전문학사 (졸업)

## 방송
- 우리 다시 사랑할 수 있을까 시즌 2
- MBN 보이스퀸 우승
- 불후의 명곡 주현미편 공동우승
- 트롯파이트 MVP
- 박원숙의 같이 삽시다